# Aerofloc
Aerofloc - nazwa handlowa symetrycznych polimerów rozpuszczalnych w wodzie, produkowanych przez American Cyanamid Co. (USA) używanych jako koagulatory przy oddzielaniu zawiesin od cieczy. 